# Maculonaclia muscellula
Maculonaclia muscellula är en fjärilsart som beskrevs av Embrik Strand 1917. Maculonaclia muscellula ingår i släktet Maculonaclia och familjen björnspinnare. Inga underarter finns listade i Catalogue of Life.